# Landeszentrale für politische Bildung Baden-Württemberg

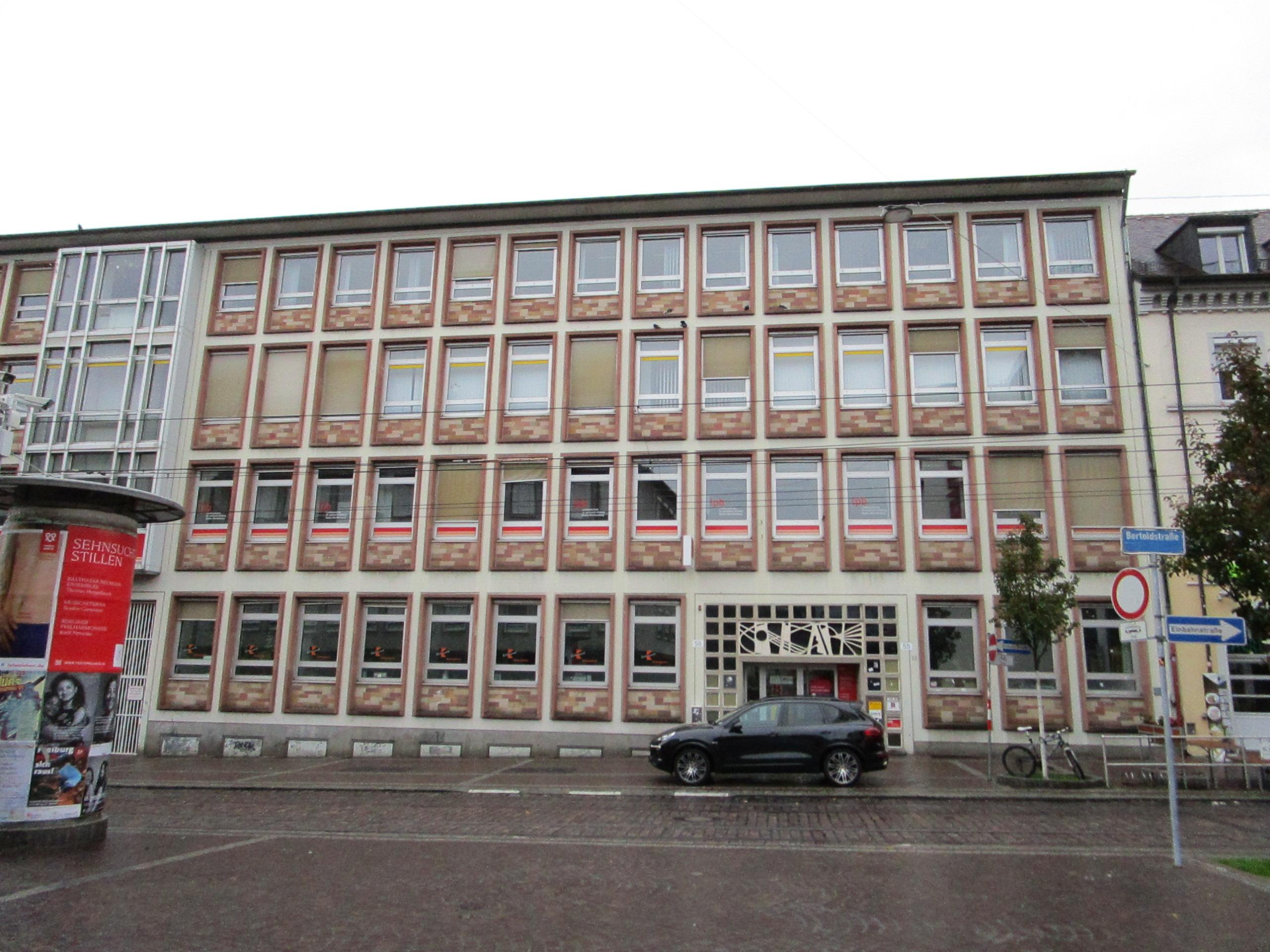
Außenstelle Freiburg im Breisgau

Die Landeszentrale für politische Bildung Baden-Württemberg (LpB) ist die zentrale überparteiliche staatliche Einrichtung für die politische Bildung in Baden-Württemberg. Die LpB Baden-Württemberg wendet sich an alle Bürger des Landes Baden-Württemberg. Wegen ihrer Mittlerrolle werden Multiplikatoren wie Lehrkräfte an Schulen und Hochschulen besonders angesprochen. Eine weitere wichtige Zielgruppe sind Lernende an Schulen und Hochschulen.

## Geschichte
Die LpB Baden-Württemberg wurde per Regierungsbekanntmachung vom 25. Januar 1972 gegründet. Bis 2013 ressortierte sie im Geschäftsbereich des Staatsministeriums Baden-Württemberg. Seit dem 1. Mai 2013 gehört sie zum Landtag von Baden-Württemberg. Sie ist die Nachfolgeorganisation des Büros für Heimatdienst, das unter anderem von Ernst Steinbach gegründet wurde, sowie der Arbeitsgemeinschaft Der Bürger im Staat e. V., die am 21. Dezember 1950 gegründet wurde. Der Titel der LpB-Vierteljahreszeitschrift „Der Bürger im Staat“ erinnert an diesen Verein. 2017 wurde die Zeitschrift umbenannt in Bürger & Staat.

## Organisation
Die LpB Baden-Württemberg ist eine nicht rechtsfähige Anstalt des öffentlichen Rechts im Geschäftsbereich des Landtags von Baden-Württemberg. Sie hat ihren Hauptsitz in Stuttgart und gliedert sich seit November 2020 in die fünf Abteilungen (vormals vier)
1. Zentraler Service,
2. Haus auf der Alb mit Sitz in Bad Urach,
3. Demokratisches Engagement,
4. Medien (vormals Medien und Methoden) und
5. Regionale Arbeit (vormals Teil der Abteilung 4)

sowie die beiden Stabsstellen Demokratie stärken! und Kommunikation und Marketing.
Für die regionale Arbeit unterhält die Landeszentrale Außenstellen in Freiburg im Breisgau, Tübingen, Ludwigsburg und Heidelberg. In Bad Urach am nördlichen Rand der Schwäbischen Alb befindet sich das Tagungszentrum der LpB „Haus auf der Alb“.
Die Überparteilichkeit der LpB Baden-Württemberg wird durch ein Kuratorium sichergestellt. Es besteht aus 17 Mitgliedern des Landtags und sieben weiteren sachverständigen Persönlichkeiten. Im Oktober 2021 verweigerte der Landtag mit großer Mehrheit der AfD den Einzug ins Kuratorium. In der vorigen Wahlperiode gab es dort drei AfD-Vertreter, die ihr Amt missbraucht hätten, indem sie die Landeszentrale „madig gemacht“ hätten, um sie abzuschaffen. Das grundlegende Dokument für die Prinzipien politischer Bildung im staatlichen Auftrag ist der 1976 von Hans-Georg Wehling auf einer Didaktiker-Tagung der LpB Baden-Württemberg formulierte Beutelsbacher Konsens:
1. Überwältigungsverbot: Es ist nicht erlaubt den Schüler (…) im Sinne erwünschter Meinungen zu überrumpeln und damit an der „Gewinnung eines eigenständiges Urteils“ zu hindern (Indoktrinationsverbot).
2. Was in der Wissenschaft und Politik kontrovers ist, muss auch im Unterricht kontrovers erscheinen.
3. Der Schüler muss in die Lage versetzt werden, eine politische Situation und seine eigene Interessenlage zu analysieren sowie nach Mitteln und Wege zu suchen, die vorgefundene politische Lage im Sinne seiner Interessen zu beeinflussen.[6]

Die LpB Baden-Württemberg ist, wie die anderen Landeszentralen für politische Bildung, selbstständig und der Bundeszentrale für politische Bildung (bpb) organisatorisch nicht nachgeordnet. Sie pflegt ein eigenständiges Profil, mit dem sie das Angebot der Bundeszentrale landesspezifisch ergänzt.

## Behördenleitung
- 1972–1973: Herbert Schneider (kommissarisch)
- 1973–1976: Theo Götz
- 1976–2004: Siegfried Schiele
- 2004–2019: Lothar Frick
- 2020–2024: Lothar Frick und Sibylle Thelen
- 2024–2024: Sibylle Thelen

## Tätigkeitsbereiche
Die LpB Baden-Württemberg erfüllt ihre Aufgaben im Wesentlichen mit Veranstaltungen, Veröffentlichungen und einem Internetangebot. Fast jedes Jahr steht unter einem besonderen Schwerpunktthema:
- 2008: Klima
- 2009: Kommunal- und Europawahl
- 2010: kein Schwerpunkt
- 2011: Landtagswahl
- 2012: 60 Jahre Baden-Württemberg
- 2013: Bürgerbeteiligung
- 2014: Kommunal- und Europawahl
- 2015: kein Schwerpunkt
- 2016: Landtagswahl

Jährlich werden – allein und zusammen mit anderen Einrichtungen – 700 bis 800 Veranstaltungen durchgeführt. Hierzu zählen:
- Seminare und Workshops
- Aktionstage und Politische Tage für Schulklassen
- Exkursionen und Bildungsreisen
- Tagungen, Kongresse und Symposien
- Vorträge und Ausstellungen
- Aktionen und Wettbewerbe

Soweit die Veranstaltungen nicht offen für alle ausgeschrieben sind, richten sie sich an Mitglieder bestimmter Zielgruppen wie Schulklassen, Jugendgruppen, Lehrkräfte.
Der Publikationsbereich umfasst klassische Printprodukte (Bücher, Zeitschriften, Broschüren), Offline-Medien (CD, CD-ROM, DVD) und Internetangebote. Zu den Druckformaten gehören die Zeitschriften „Der Bürger im Staat“, „Politik & Unterricht“, „Deutschland & Europa“ sowie die Buchreihen „Schriften zur politischen Landeskunde Baden-Württembergs“ und „Didaktische Reihe“. Dazu kommen pädagogische Handreichungen in den drei Reihen Bausteine, Materialien und Planspiele, außerdem Lernmedien, Spiele und Puzzles.
Die LpB Baden-Württemberg betreut darüber hinaus den Schülerwettbewerb des Landtags von Baden-Württemberg zur Förderung der politischen Bildung, das freiwillige ökologische Jahr (FÖJ) sowie die Gedenkstättenarbeit.